# Video
Video (lat. "vidim") ili videotehnika zajednički je naziv za niz tehničkih postupaka kojima se ostvaruje snimanje, zapis, obrada, prijenos i prikaz pokretnih slika koje se gledaju na televizijskom ili računalnom zaslonu.
Pojam se video koristi u složenicama kao što su videokamera, videosignal, videorekorder, videokazeta, itd.,  ali u svakodnevnom govoru često označava bilo koji videozapis ili napravu za njegovu reprodukciju. 
Poznatiji analogni formati videozapisa su: VHS, S-VHS, Betamax, Video 2000, a digitalni su npr.: Quicktime, MPEG-2, MPEG-4. 